# Engelse setter
De Engelse setter is een staande jachthond die nauw verwant is aan de Ierse setter en de Gordon setter (de Schotse variant).
De drie varianten onderscheiden zich niet alleen in kleur maar ook qua karakter; de Ier is koppig, de Schot robuust en de Engelse is een gentleman. Het zijn stuk voor stuk gezinshonden die gesteld zijn op gezelschap. Ze kunnen overweg met kinderen en andere honden. Setters zijn over het algemeen niet waaks, het zijn allemansvrienden. Hun karakter vraagt om een niet te strenge opvoeding. Ze hebben veel beweging nodig, waarbij ze vrij moeten kunnen rennen. Setters werden oorspronkelijk gefokt voor de jacht op wilde vogels.
Engelse setters worden doorgaans zo'n 62 centimeter (teefje) tot 67 centimeter (reu) hoog en wegen dan 27 tot 30 kilogram. Er zijn verschillende kleurvarianten. De basiskleur is wit gecombineerd met zwarte (blue belton) òf leverkleurige (liver belton) vlekjes. Ook de combinatie wit met zwarte lichaamsvlekken en een bruine hals, kin en voeten komt voor; deze variant wordt tricolor genoemd. Aandachtspunten zijn heupdysplasie en cochleaire doofheid.
Bracco italiano ·
Braque d'Auvergne ·
Braque de l'Ariège ·
Braque du Bourbonnais ·
Braque Dupuy ·
Braque français ·
Braque Saint-Germain ·
Český fousek ·
Drentsche patrijshond ·
Duitse staande hond (draadhaar) ·
… (korthaar) ·
… (langhaar) ·
… (stekelhaar) ·
Engelse setter ·
Épagneul bleu de Picardie ·
Épagneul breton ·
Épagneul de Pont-Audemer ·
Épagneul français ·
Épagneul picard ·
Gammel dansk hønsehund ·
Gordon setter ·
Griffon Boulet ·
Griffon Korthals ·
Grote münsterländer ·
Ierse setter ·
Kleine münsterländer ·
Perdigueiro de Burgos ·
Perdigueiro português ·
Poedelpointer ·
Pointer ·
Slovenský hrubosrstý stavač ·
Spinone italiano ·
Stabij ·
Vizsla ·
Weimarse staande hond